# Cor Vriend
Cornelis Wilhelmus Pieter (Cor) Vriend (Eindhoven, 8 november 1949) is een voormalige Nederlandse langeafstandsloper. Hij was gespecialiseerd in de marathon en vertegenwoordigde Nederland tweemaal op de Olympische Spelen. Hij was op dit nummer zelfs korte tijd nationaal recordhouder, maar werd begin jaren tachtig van de 20e eeuw overschaduwd door Gerard Nijboer.

## Biografie

### Jacht op olympische limiet

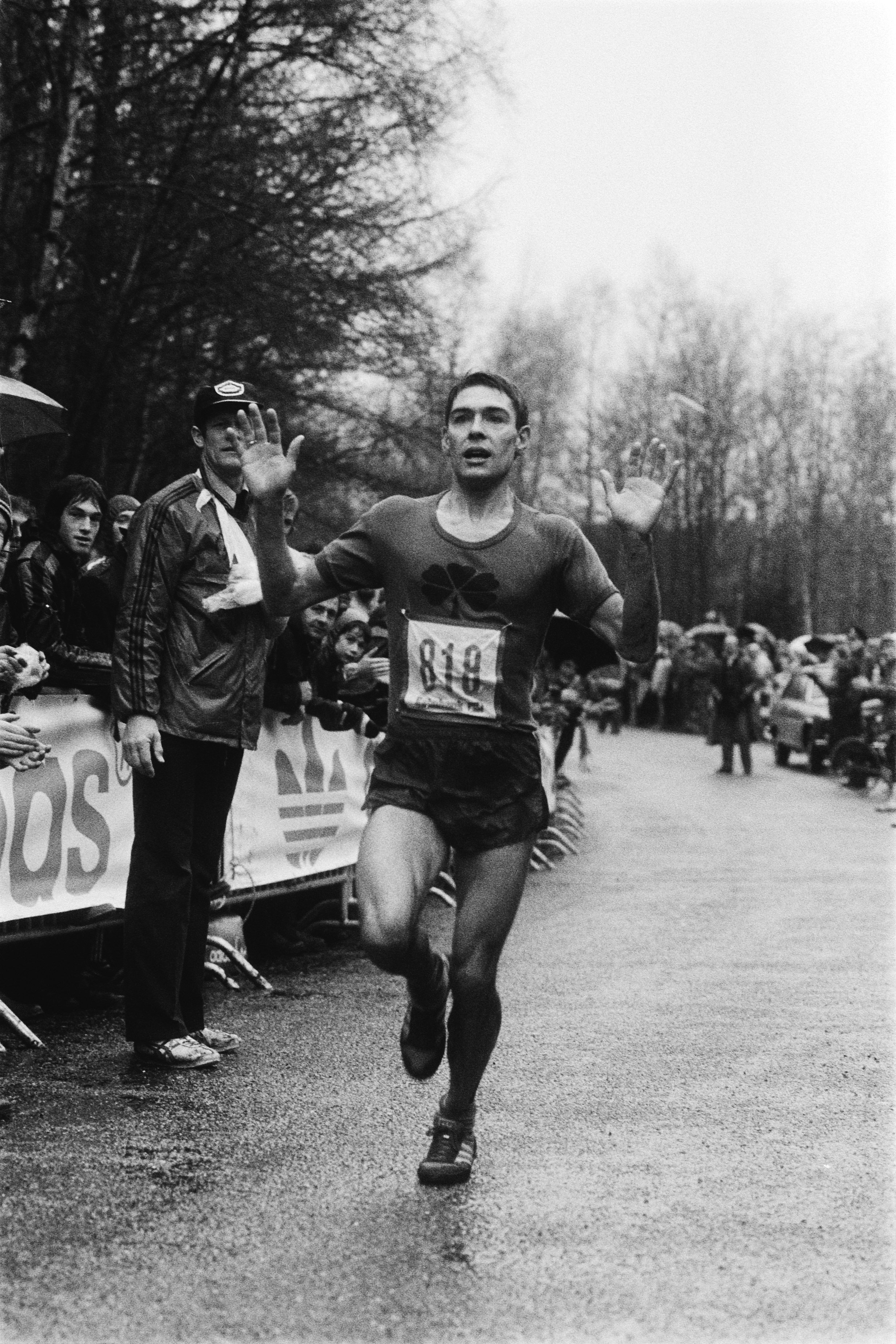
Cor Vriend in 1980

In 1980 ging Cor Vriend al vroeg in het jaar op jacht naar de limiet (2:14) voor deelname aan de Olympische Spelen van Moskou. In februari, tijdens de marathon van Apeldoorn, zou een eerste poging worden gedaan. Roelof Veld en Gerard Nijboer, de twee andere kandidaten voor deelname in Moskou, ontbraken echter, waardoor Vriend bij gebrek aan tegenstand won in 2:18.42. "Erg jammer, want het stimuleert toch altijd, wanneer je een ploeggenoot voor je hebt zitten. Je kunt elkaar ook helpen, wanneer je even moeilijk zit. Jammer van alle plannen, die er gemaakt zijn".
Een tweede poging, een maand later, had meer succes, ook al ontbraken Veld en Nijboer opnieuw. Maar het internationale veld op de marathon in Essonne was op 16 maart 1980 zo sterk, dat Cor Vriend zich daaraan uitstekend kon optrekken. In de nieuwe Nederlandse recordtijd van 2:13.20 werd de Brabander derde en kwalificeerde hij zich voor Moskou. Deze prestatie kwam voor Cor Vriend prachtig op tijd. Hij had namelijk besloten om nog één seizoen doelbewust zijn maatschappelijke positie als leraar pedagogiek naar de achtergrond te schuiven. Steun van de NSF en echtgenote Nellie, die via een volledige baan het huishouden financieel draaiende hield, stelden de Eindhovenaar in staat de studie en topsportbeoefening te combineren. Dit alles om hem de gelegenheid te geven door te dringen tot het gezelschap van toplopers, dat in Moskou de medailles zou gaan verdelen." Tijdens de olympische marathon in Moskou kreeg Vriend, die aanvankelijk goed in de voorste gelederen meedraaide, gaandeweg echter last van zijn zij, waardoor hij ten slotte als 41e in 2:26.41 finishte. De teleurstelling hierover werd voor Nederland tenietgedaan door Gerard Nijboer, die in deze wedstrijd de Nederlandse eer verdedigde en een zilveren medaille veroverde.
Bij de Olympische Spelen van Los Angeles in 1984 was Cor Vriend opnieuw present. Ditmaal werd hij 39e met een tijd van 2:21.08.

### Jaarlijks vijf tot zes marathons
Vriend liep vijf tot zes marathons per jaar. "Dat was een hele bewuste keuze van mezelf. Ik ben niet de persoon om een jaar lang naar een marathon toe te werken. Ik had blijkbaar meerdere malen per jaar die drang tot het lopen van een marathon nodig. En ik bleef er plezier in houden, bleef ook heel, heb weinig blessures gehad. Ik kon geen plezier vinden in het meedoen aan Olympische Spelen en wereldkampioenschappen met de kans dat een klein dingetje zo'n heel evenement zou kunnen verknallen. Ik kon het niet opbrengen me daar een jaar of zo op voor te bereiden."

### Nederlands record

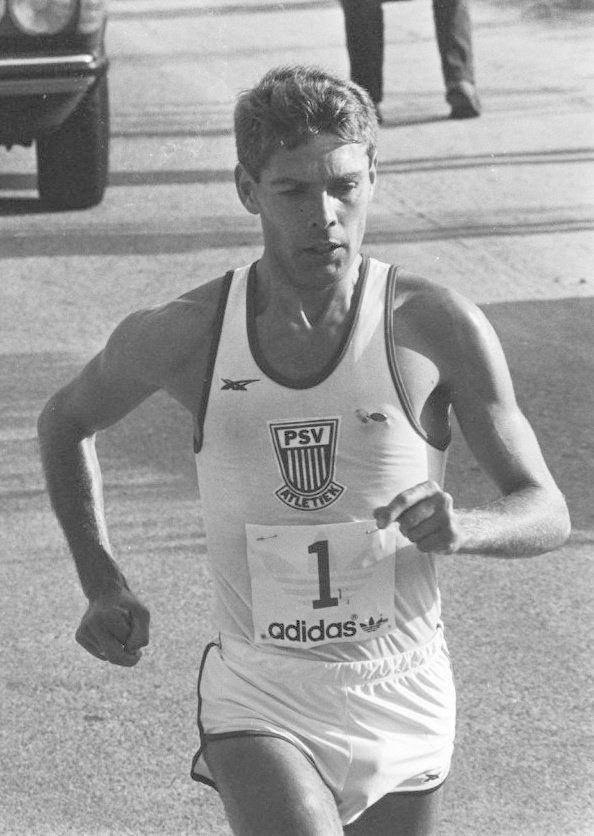
Cor Vriend in 1982

Vriend brak in 1979 en 1982 het Nederlands record op de 15 km en schreef diverse grote marathons op zijn naam, zoals de marathon van Enschede (1981), de marathon van Amsterdam (tweemaal: 1982, 1983) en vijfmaal de marathon van Maassluis. Op 14 november 1981 won hij bovendien de halve marathon van Monster in 1:08.23 en in 1982 de Twintig van Alphen.

## Nederlandse kampioenschappen
| Onderdeel | Jaar                               |
| --------- | ---------------------------------- |
| 25 km     | 1975, 1980                         |
| marathon  | 1975, 1977, 1981, 1982, 1983, 1985 |

## Persoonlijke records
Baan
| Onderdeel           | Prestatie      | Datum            | Plaats    |
| ------------------- | -------------- | ---------------- | --------- |
| 5000 m              | 13.46,2        | 4 juni 1975      | Papendal  |
| 10.000 m            | 29.23,7        | 4 augustus 1978  | Groningen |
| 3000 m steeplechase | 8.53,1         | 28 juli 1973     | Kerkrade  |
| 1 uur               | 19.040 m       | 4 april 1976     | Vught     |
| 25.000              | 1:18.53,1 (NR) | 22 augustus 1981 | Veldhoven |
| 30.000 m            | 1:34.36,4 (NR) | 22 augustus 1981 | Veldhoven |

Weg
| Onderdeel | Prestatie | Datum        | Plaats       |
| --------- | --------- | ------------ | ------------ |
| 25 km     | 1:16.28   | 3 juli 1982  | Eersel       |
| 30 km     | 1:34.52   | 24 mei 1975  | West-Berlijn |
| marathon  | 2:11.41   | 7 april 1984 | Maassluis    |

## Palmares

### 5000 m
- 1975:  NK - 14.07,86

### 10.000 m
- 1973:  NK - 30.09,2
- 1975:  NK - 29.58,28

### 3000 m steeplechase
- 1973:  NK - 9.06,6

### 15 km
- 1979:  Plassenloop - 46.42
- 1981:  Plassenloop - 46.45
- 1982:  Plassenloop - 46.05
- 1984:  Plassenloop - 47.23

### 20 km
- 1974:  Zilveren Molenloop - 1:03.40,5
- 1981:  Zilveren Molenloop - 1:00.53
- 1982:  20 van Alphen - 1:00.35

### halve marathon
- 1977: 8e City-Pier-City Loop - 1:04.26
- 1980: 11e City-Pier-City Loop - 1:04.51
- 1981:  halve marathon van Egmond - 1:09.42
- 1981: 14e City-Pier-City Loop - 1:06.07
- 1981:  halve marathon van Monster - 1:08.23
- 1982: 13e City-Pier-City Loop - 1:04.19 (te kort parcours)
- 1983: 14e City-Pier-City Loop - 1:03.01 (te kort parcours)

### 25 km
- 1975:  NK - 1:18.14
- 1978: 6e NK – 1:20.17
- 1979: 5e NK - 1:17.52
- 1980:  NK - 1:18.01
- 1982:  NK - 1:16.28

### 30 km
- 1978: 9e Interl. West-Duitsland-Ned.-Zwitserland - 1:39.53,8
- 1979:  Interl. Zwitserland-Ned.-West-Duitsland - 1:35.47

### marathon
- 1975: 4e marathon van Amsterdam - 2:20.15
- 1975:  NK in Enschede - 2:23.33,5 (8e overall)
- 1975:  marathon van Brussel - 2:18.07
- 1977: 7e marathon van Amsterdam - 2:21.03,0
- 1977:  Westland Marathon - 2:21.40
- 1977:  NK in Enschede - 2:21.47 (10e overall)
- 1978: 4e marathon van Sneek - 2:14.32
- 1978:  marathon van Maassluis - 2:16.15
- 1978: 30e EK in Praag - 2:21.25
- 1979:  NK in Enschede - 2:18.43 (8e overall)
- 1979: 4e marathon van Amsterdam - 2:17.44,0
- 1979: 13e marathon van New York - 2:17.54
- 1980:  Midwintermarathon van Apeldoorn - 2:18.42
- 1980: 4e marathon van Amsterdam - 2:13.08
- 1980:  marathon van Essonne - 2:13.20
- 1980:  marathon van Utrecht - 2:20.35
- 1980: 41e OS - 2:26.41
- 1981: 8e marathon van Tokio - 2:14.04
- 1981:  NK in Maassluis (Westland Marathon) - 2:17.05,3
- 1981: 5e marathon van Amsterdam - 2:20.02
- 1981:  marathon van Enschede - 2:15.54 (25e marathon)
- 1981: 21e EK te Agen - 2:21.07
- 1981: 13e marathon van Fukuoka - 2:14.25
- 1982:  Westland Marathon - 2:13.28
- 1982:  NK in Amsterdam - 2:12.15 (1e overall)
- 1982:  marathon van Naaldwijk - 2:13.28
- 1982: DNF EK in Athene
- 1983: 18e marathon van Tokio - 2:17.25
- 1983:  Westland Marathon - 2:13.29
- 1983:  marathon van Amsterdam - 2:13.41
- 1983:  NK in Enschede - 2:16.43 (3e overall)
- 1984:  marathon van Beppu - 2:12.05
- 1984:  Westland Marathon - 2:11.41
- 1984:  NK in Amsterdam - 2:16.54 (2e overall)
- 1984: 39e OS - 2:21.08
- 1985: 5e Westland Marathon - 2:14.50
- 1985:  NK in Enschede - 2:15.51 (3e overall)
- 1985:  marathon van Amsterdam - 2:20.29
- 1987: 22e marathon van Tokio - 2:28.13
- 1987: 10e marathon van Rotterdam - 2:26.53
- 1987: 13e marathon van Amsterdam - 2:23.47

### veldlopen
- 1972:  Joe Mann Bosloop Cross (9,0 km)
- 1974:  Joe Mann Bosloop Cross (10,0 km)
- 1974: 56e WK in Monza
- 1974:  Abdijcross (9 km)
- 1976:  Abdijcross (8,4 km)
- 1976:  Joe Mann Bosloop Cross (12,1 km) - 38.39
- 1977:  Joe Mann Bosloop Cross (11,78 km) - 36.40
- 1978: 5e Warandeloop - 30.10

### overige wegwedstrijden
- 1975:  NK 25 km - 1:18.14
- 1980:  NK 25 km - 1:18.01